# Coleophora bella
Coleophora bella é uma espécie de mariposa do gênero Coleophora pertencente à família Coleophoridae.